# Radosław Sikorski
Radosław Tomasz "Radek" Sikorski ([raˈdɔswaf ɕiˈkɔrskʲi] (escutarⓘ); Bydgoszcz, 23 de fevereiro de 1963) é um político, jornalista e estadista polonês que serve como Ministro dos Negócios Estrangeiros de seu país no gabinete de Donald Tusk desde 2023, ocupando anteriormente o cargo entre 2007 e 2014. Ele foi Membro do Parlamento Europeu entre 2019 e 2023. Anteriormente, Sikorski foi Marechal do Sejm de 2014 a 2015. Anteriormente, atuou como Vice-Ministro da Defesa Nacional (1992) em Jan Olszewski, Vice-Ministro dos Negócios Estrangeiros (1998–2001) no gabinete de Jerzy Buzek e Ministro da Defesa Nacional (2005–2007) no os gabinetes de Kazimierz Marcinkiewicz e Jarosław Kaczyński.
Membro graduado do Pembroke College, Oxford, Sikorski trabalhou como jornalista para os jornais The Observer e The Spectator entre 1986 e 1989 e neste mesmo período atuou como correspondente de guerra no Afeganistão. Em 1989, fez reportagens sobre a Guerra Civil Angolana. Entre 2003 e 2005, Sikorski foi membro do think tank conservador American Enterprise Institute. Em 2012, o político foi incluído na lista dos Top 100 Global Thinkers 2012 publicada pela revista Foreign Policy. Em 2015, tornou-se membro sênior do Centro de Estudos Europeus da Universidade de Harvard, sendo também membro sênior do think-tank European Leadership Network (ELN). Ele é membro da Plataforma Cívica.